# Talal ibn Abd al-Aziz Al Su’ud
Talal ibn Abd al-Aziz Al Su’ud (arab. ‏طلال بن عبد العزيز آل سعود‎; ur. 15 sierpnia 1931 w At-Ta’ifie, zm. 22 grudnia 2018 w Rijadzie) – saudyjski polityk i działacz na rzecz praw kobiet. Minister komunikacji (1952–1955), następnie minister finansów i gospodarki narodowej (1960–1961), książę z dynastii Saudów. Zwany był Czerwonym Księciem.

## Życiorys
Urodził się 15 sierpnia 1931 roku w pałacu Szubra, znajdującym się w miejscowości At-Ta’if, letniej siedziby rządu i dworu. W latach 1950–1952 dowodził Saudyjską Gwardią Królewską. Objął następnie urząd ministra komunikacji, z którego zrezygnował w kwietniu 1955 roku, następnie od 1960 do 11 września 1961 roku był ministrem finansów i gospodarki narodowej. W latach 60. przewodził Ruchowi Wolnych Książąt – opozycyjnemu ugrupowaniu dążącemu do zniesienia monarchii absolutnej w Arabii Saudyjskiej; Talal opowiedział się po stronie władcy Su’uda ibn Abd al-Aziza Al Su’uda, który był jego przyrodnim bratem. Przebywał następnie na emigracji w Kairze, ostatecznie powrócił do kraju.
Zaangażował się w prowadzenie kampanii na rzecz praw kobiet. Był także filantropem, kierował programem AGFUND. Krytycznie oceniał sytuację polityczną w Arabii Saudyjskiej, m.in. negatywnie odniósł się do mianowania Najifa ibn Abd al-Aziza Al Su’uda na następcę saudyjskiego tronu, przestrzegał także przed poważnymi konsekwencjami arabskiej wiosny, których uniknięcia widział w reformach, jak poszanowanie praw kobiet, przeprowadzenie wyborów, a także przejście z monarchii absolutnej na konstytucyjną na wzór innych bliskowschodnich monarchii: Bahrajnu, Jordanii i Kuwejtu.
Zmarł 22 grudnia 2018 roku, jego pogrzeb odbył się już następnego dnia.

## Życie prywatne
Jego matka Munayer pochodziła z rodziny ormiańskiej, która opuściła Imperium Osmańskie wskutek prześladowań; była ulubioną żoną króla Abd al-Aziza ibn Su’uda. Poślubił Munę as-Sulh, córkę libańskiego premiera Rijada as-Sulha. Ich synem był książę Al-Walid. Miał także córkę Sarę, która w 2007 roku zamieszkała w Wielkiej Brytanii oraz ubiegała się tam o azyl polityczny.